# George Eastham
George Edward Eastham OBE (født 23. september 1936 i Blackpool, England, død 20. december 2024) var en engelsk fodboldspiller, der som midtbanespiller på det engelske landshold var med til at vinde guld ved VM i 1966. Han var dog ikke på banen i nogen af englændernes kampe i turneringen.
På klubplan var Eastham tilknyttet nordirske Ards F.C., samt de engelske klubber Newcastle United, Arsenal F.C. og Stoke City. Med Stoke vandt han Liga Cuppen i 1972. Efter sit karrierestop var han en kort overgang manager i Stoke.